# بهتره با سال تماس بگیری (فصل ۴)
فصل چهارم مجموعه تلویزیونی درام آمریکایی بهتره با سال تماس بگیری در ۶ اوت ۲۰۱۸ پخش شد و در ۸ اکتبر ۲۰۱۸ به پایان رسید. فصل چهارم شامل ۱۰ قسمت است که دوشنبه شب‌ها در ایالات متحده از شبکه ای‌ام‌سی پخش شد. اسپین‌آف بریکینگ بد، بهتره با سال تماس بگیری توسط وینس گیلیگان و پیتر گولد ساخته شد که هر دو در بریکینگ بد نیز کار کرده بودند.

## بازیگران

### اصلی
- باب ادنکیرک در نقش: جیمی مک‌گیل
- جاناتان بنکس در نقش: مایک ارمنتراوت
- ری سیهورن در نقش: کیم وکسلر
- پاتریک فابیان در نقش: هاوارد هملین
- مایکل ماندو در نقش: ناچو وارگا
- جیانکارلو اسپوزیتو در نقش: گاس فرینگ

## قسمت‌ها
| شم. کلی | شم. در فصل | عنوان          | کارگردان          | نویسنده                      | تاریخ انتشار اصلی | آمریکا تعداد بیننده (میلیون) |
| ------- | ---------- | -------------- | ----------------- | ---------------------------- | ----------------- | ---------------------------- |
| ۳۱      | ۱          | «دود»          | Minkie Spiro      | Peter Gould                  | ۶ اوت ۲۰۱۸        | ۱٫۷۷                         |
| ۳۲      | ۲          | «تنفس»         | Michelle MacLaren | Thomas Schnauz               | ۱۳ اوت ۲۰۱۸       | ۱٫۵۵                         |
| ۳۳      | ۳          | «چیزی زیبا»    | Daniel Sackheim   | Gordon Smith                 | ۲۰ اوت ۲۰۱۸       | ۱٫۵۱                         |
| ۳۴      | ۴          | «حرف زدن»      | John Shiban       | Heather Marion               | ۲۷ اوت ۲۰۱۸       | ۱٫۵۳                         |
| ۳۵      | ۵          | «عجب دورانی»   | Michael Morris    | Ann Cherkis                  | ۳ سپتامبر ۲۰۱۸    | ۱٫۵۳                         |
| ۳۶      | ۶          | «پینیاتا»      | Andrew Stanton    | Gennifer Hutchison           | ۱۰ سپتامبر ۲۰۱۸   | ۱٫۴۰                         |
| ۳۷      | ۷          | «چیزی احمقانه» | Deborah Chow      | Alison Tatlock               | ۱۷ سپتامبر ۲۰۱۸   | ۱٫۳۵                         |
| ۳۸      | ۸          | «کوشاتا»       | Jim McKay         | Gordon Smith                 | ۲۴ سپتامبر ۲۰۱۸   | ۱٫۳۷                         |
| ۳۹      | ۹          | «خداحافظ»      | Vince Gilligan    | Gennifer Hutchison           | ۱ اکتبر ۲۰۱۸      | ۱٫۳۵                         |
| ۴۰      | ۱۰         | «برنده»        | Adam Bernstein    | Peter Gould & Thomas Schnauz | ۸ اکتبر ۲۰۱۸      | ۱٫۵۳                         |